# Bisdom Sakania-Kipushi

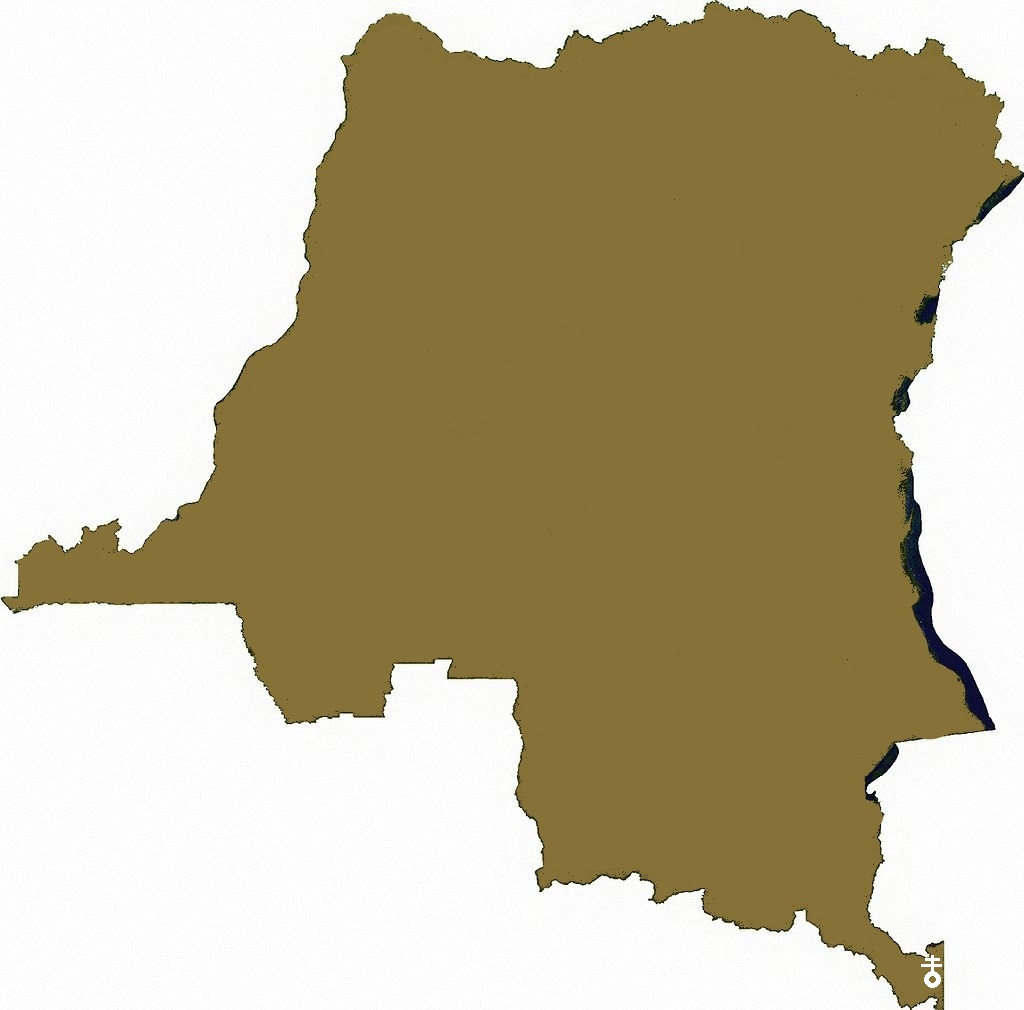
Kipushi

Het bisdom Sakania-Kipushi (Latijn: Dioecesis Sakaniensis-Kipushiensis) is een rooms-katholiek bisdom in Congo-Kinshasa met als zetel Kipushi. Het is een suffragaan bisdom van het aartsbisdom Lubumbashi. Het is ontstaan vanuit een missiepost van de Salesianen van Don Bosco die vanaf 1915 actief waren in de streek.
Het bisdom werd in 1959 opgericht als het bisdom Sakania. Daarvoor was het een apostolische prefectuur (apostolische prefectuur Luapula Supérieur vanaf 1925) en een apostolisch vicariaat (apostolisch vicariaat Sakania vanaf 1939). De eerste bisschop was de Belgische Salesiaan Pierre François Lehaen. In 1977 werd het bisdom omgedoopt naar het bisdom Sakania–Kipushi.
In 2017 telde het bisdom 16 parochies. Het bisdom heeft een oppervlakte van 40.000 km² en telde in 2017 694.000 inwoners waarvan 45% rooms-katholiek was. 

## Bisschoppen
- Pierre François Lehaen, S.D.B. (1959-1962)
- Marcel Antoine (1963-1974)
- Elie Amsini Kiswaya (1975-2001)
- Gaston Kashala Ruwezi, S.D.B. (2004- )

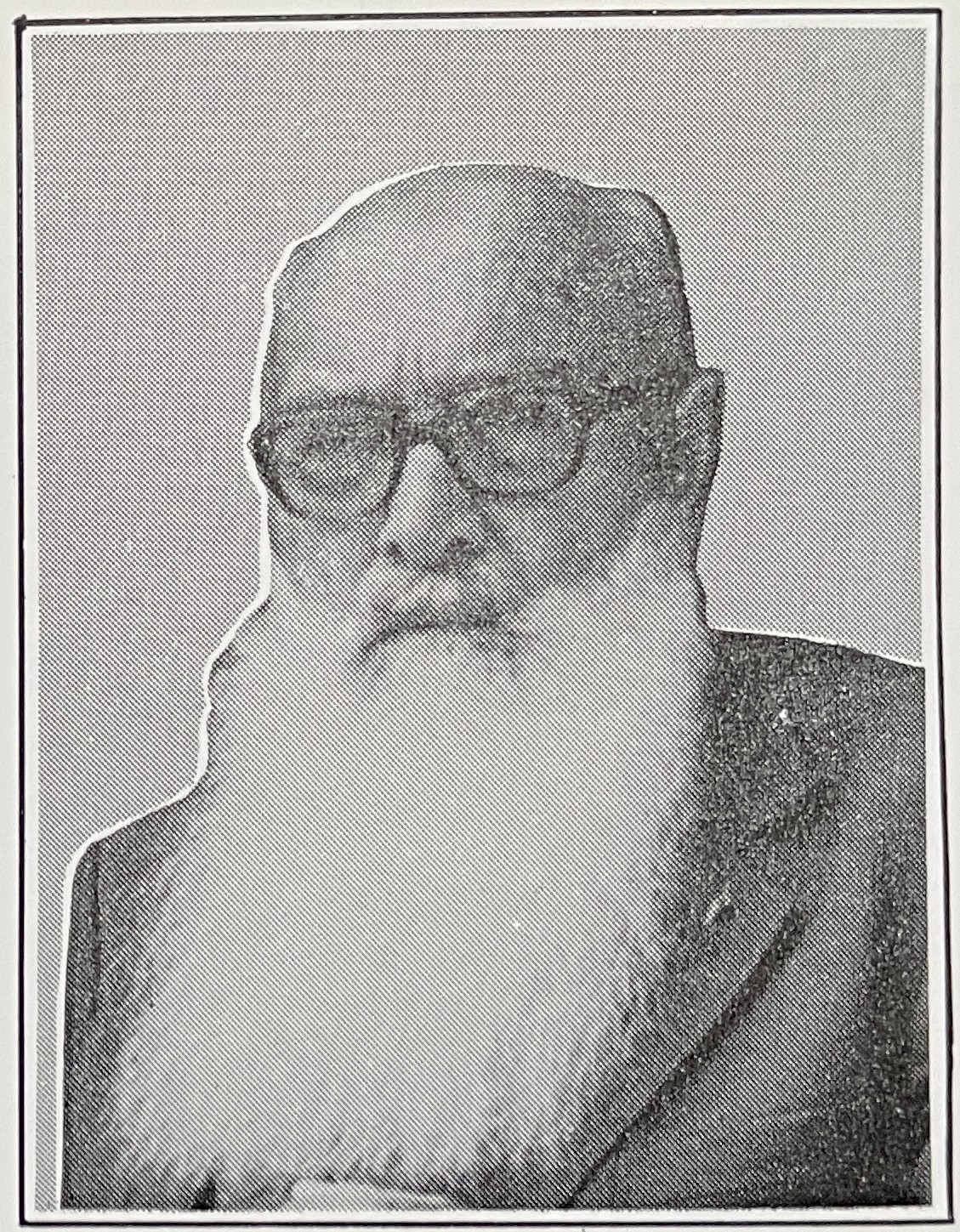
Bisschop Marcel Antoine